# (2243) Lönnrot
(2243) Lönnrot – planetoida z pasa głównego asteroid okrążająca Słońce w ciągu 3 lat i 136 dni w średniej odległości 2,25 au. Została odkryta 25 września 1941 roku w Obserwatorium Iso-Heikkilä w Turku przez Yrjö Väisälä. Nazwa planetoidy pochodzi od Eliasa Lönnrota (1802-1884), fińskiego poety narodowego i lingwisty. Przed nadaniem nazwy planetoida nosiła oznaczenie tymczasowe (2243) 1941 SA1.